# Fónod Zoltán
Fónod Zoltán (Ekecs, 1930. október 29. – Pozsony, 2021. július 7.) szlovákiai magyar irodalomtörténész, kritikus, publicista, egyetemi oktató, szerkesztő.

## Élete
Édesapja Fónod János, édesanyja Petőcz Mária. Felesége Domonkos Mária.
1950-ben érettségizett Csurgón, majd 1954-ben végzett a Szlovák Egyetem Pedagógiai Karán. 1958-ban szerzett magyar–történelem szakos tanári oklevelet a pozsonyi Comenius Egyetemen. 1969-től bölcsészdoktor, 1984-től kandidátus.
1950–1955 között tanítóként, majd 1969-ig újságíróként dolgozott. Előbb a Szabad Földműves munkatársa, majd az Új Szó kulturális rovatának vezetője. 1969–1970-ben a Madách Könyv- és Lapkiadó igazgatója. 1970–1972 között ismét az Új Szó külpolitikai rovat vezetője. 1972–1978 között újból a Madách Kiadó igazgatója, majd 1983-ig főszerkesztője. 1983–1998 között a Comenius Egyetem Magyar Nyelv és Irodalom Tanszékének adjunktusa, 1986–1989 között tanszékvezető docense. 1996-tól az Irodalmi Szemle főszerkesztője, 1998–2003 között a Szabad Újság főszerkesztője is.
Monográfiában dolgozta fel Fábry Zoltán munkásságát, szerkesztője a tizenkét kötetes Fábry-életműsorozatnak (1980–2001). Megírta a két világháború közötti csehszlovákiai magyar irodalom történetét, s főszerkesztője volt A cseh/szlovákiai magyar irodalom lexikonának (1997, 2004). Számos antológiát és válogatást szerkesztett. Számos társaság tagja.

## Elismerései
- 1987 Madách Imre-díj
- 1987 Fábry-díj
- 1990 A Magyar Köztársaság Csillagrendje
- 1999 A Szlovákiai Magyar Írók Társaságának nívódíja
- 2000 A Szlovák Köztársaság Kormányának Ezüstplakettje
- 2001 Magyar Művészetért díj
- 2002 a MÚOSZ Aranytoll Díja
- 2004 a Posonium Díj Életműdíja

## Művei
- 1980 Vallató idő
- 1982 Körvonalak
- Tegnapi önismeret; Madách–Szépirodalmi, Bratislava–Bp., 1986
- 1987 Megmozdult világban (monográfia Fábry Zoltánról; átdolgozott kiadása: Perben a történelemmel, 1993)
- Kőtábláink. Válogatott írások; Madách–Szépirodalmi, Bratislava–Bp., 1990
- Rövid áttekintés az 1945 utáni magyar irodalomról / Stručný preh'lad mad'arskej literatúry po roku 1945; SPN, Bratislava, 1991
- Perben a történelemmel. Fábry Zoltán élete és munkássága; 2. átdolg. kiad.; Madách, Pozsony, 1993
- 1998 Szétszóródás után. Tanulmány, kritika, közírás
- Közelkép. Irodalomról, közéletről; Madách-Posonium, Pozsony, 2000
- Üzenet. A magyar irodalom története Cseh/Szlovákiában, 1918–1945; 2. bőv. kiad. Madách-Posonium, Pozsony, 2002
- 2003 Számvetés. Irodalmi tanulmányok, kritika, közírás
- 2004 Ugrás a semmibe (Cseh)szlovákiai magyar elbeszélők 1918–2003
- Önarcképek. Beszélgetések magyar írókkal, művészekkel; Madách-Posonium, Pozsony, 2004
- 2005 Repedések a siratófalon. Politikai, kulturális és irodalmi publicisztika. 1957–2005
- 2006 Szellemi őrjárat (jegyzetek, esszék, interjúk)
- 2007 Vonzásterek. Irodalom, közírás, emlékek/élmények
- Sorskérdések, keresztutak. Irodalmi tanulmányok és publicisztikai írások; Madách-Posonium, Pozsony, 2010 (Magyar Antaeus könyvek)